# Otakar Janecký
Otakar Janecký (Pardubice, 26 dicembre 1960) è un ex hockeista su ghiaccio ceco, fino al 1992 cecoslovacco.

## Palmarès

### Olimpiadi invernali
- 1 medaglia:
  - 1 bronzo (Albertville 1992[1])

### Mondiali
- 3 medaglie:
  - 3 bronzi (Svezia 1989[1]; Cecoslovacchia 1992[1]; Germania 1993[2])